# Cage Fighting Championship
Cage Fighting Championship – australijska organizacja mieszanych sztuk walki. Została założona w 2007 roku. Pierwsza gala odbyła się 27 lipca 2007, organizacja działa do dziś i jest brana za najlepszą organizację na kontynencie australijskim. Podczas gal występował taki zawodnik jak Hector Lombard, który został mistrzem tej organizacji w wadze średniej, obecnie zawodnik Ultimate Fighting Championship.

## Gale CFC
| Liczba | Gala                                        | Data                | Miejsce                          | Miasto                |
| ------ | ------------------------------------------- | ------------------- | -------------------------------- | --------------------- |
| 1      | CFC 1                                       | 27 lipca 2007       | Big Top Stadium at Luna Park     | Sydney, Australia     |
| 2      | CFC 2                                       | 23 listopada 2007   | Big Top Stadium at Luna Park     | Sydney, Australia     |
| 3      | CFC 3                                       | 15 lutego 2008      | Big Top Stadium at Luna Park     | Sydney, Australia     |
| 4      | CFC 4                                       | 23 maja 2008        | Big Top Stadium at Luna Park     | Sydney, Australia     |
| 5      | CFC 5                                       | 12 września 2008    | Big Top Stadium at Luna Park     | Sydney, Australia     |
| 6      | CFC 6:Eliminator                            | 7 listopada 2008    | Big Top Stadium at Luna Park     | Sydney, Australia     |
| 7      | CFC 7:Battle at the Big Top                 | 20 lutego 2009      | Big Top Stadium at Luna Park     | Sydney, Australia     |
| 8      | CFC 8:Battle at the Big Top                 | 22 maja 2009        | Big Top Stadium at Luna Park     | Sydney, Australia     |
| 9      | CFC 9: Fighters Paradise                    | 11 lipca 2009       | Carrara Indoor Stadium           | Gold Coast, Australia |
| 10     | CFC 10: Light Heavyweight Grand Prix Finals | 21 sierpnia 2009    | Big Top Stadium at Luna Park     | Sydney, Australia     |
| 11     | CFC 11                                      | 20 listopada 2009   | Big Top Stadium at Luna Park     | Sydney, Australia     |
| 12     | CFC 12: Lombard vs. Santore                 | 12 marca 2010       | Hordern Pavilion                 | Sydney, Australia     |
| 13     | CFC 13                                      | 16 kwietnia 2010    | Southport Sharks Function Centre | Gold Coast, Australia |
| 14     | CFC 14                                      | 5 czerwca 2010      | Big Top Stadium at Luna Park     | Sydney, Australia     |
| 15     | CFC 15                                      | 8 października 2010 | Southport Sharks Function Centre | Gold Coast, Australia |
| 16     | CFC 16                                      | 25 marca 2011       | Big Top Stadium at Luna Park     | Sydney, Australia     |
| 17     | CFC 17                                      | 3 czerwca 2011      | Southport Sharks Function Centre | Gold Coast, Australia |
| 18     | CFC 18: Juarez vs. Rodriguez                | 26 sierpnia 2011    | Big Top Stadium at Luna Park     | Sydney, Australia     |
| 19     | CFC 19: Falciroli vs. Honstein              | 9 grudnia 2011      | Big Top Stadium at Luna Park     | Sydney, Australia     |
| 20     | CFC 20: Fogagnolo vs. Muir                  | 24 lutego 2012      | Southport Sharks Function Centre | Gold Coast, Australia |
| 21     | CFC 21                                      | 18 maja 2012        | New South Wales                  | Sydney, Australia     |

## Aktualni mistrzowie
| Kategoria  | Waga               | Mistrz            | Od                | Obrony tytułu |
| ---------- | ------------------ | ----------------- | ----------------- | ------------- |
| Ciężka     | do 120 kg (265 lb) | wakat             |                   |               |
| Półciężka  | do 93 kg (205 lb)  | Jamie Tehuna      | 21 sierpnia 2009  | 0             |
| Średnia    | do 84 kg (185 lb)  | Hector Lombard    | 23 listopada 2007 | 7             |
| Półśrednia | do 77 kg (170 lb)  | Jesse Juarez      | 16 kwietnia 2010  | 2             |
| Lekka      | do 70 kg (155 lb)  | Bernardo Trekko   | 12 marca 2010     | 1             |
| Piórkowa   | do 66 kg (145 lb)  | wakat             |                   |               |
| Kogucia    | do 61 kg (135 lb)  | Gustavo Falciroli | 12 marca 2010     | 1             |
| Musza      | do 57 kg (125 lb)  | wakat             |                   |               |